# Petäjäsaari (ö i Finland, Södra Savolax, Pieksämäki, lat 61,89, long 27,93)
Petäjäsaari är en ö i Finland. Den ligger i sjön Salajärvi och i kommunen Jockas i den ekonomiska regionen  Pieksämäki ekonomiska region  och landskapet Södra Savolax, i den södra delen av landet, 250 km nordost om huvudstaden Helsingfors. Öns area är 2,2 hektar och dess största längd är 260 meter i nord-sydlig riktning.